# Richard Crossman
Richard Howard Stafford Crossman (ur. 15 grudnia 1907 w Cropredy w hrabstwie Oxfordshire, zm. 5 kwietnia 1974), brytyjski dziennikarz i polityk, członek Partii Pracy, minister w rządach Harolda Wilsona.

## Życiorys
Był synem sędziego. Dorastał w hrabstwie Oxfordshire. Wykształcenie odebrał w Winchester College oraz New College na Uniwersytecie Oksfordzkim. Zasiadał w radzie Oxford City, od 1935 r. przewodniczył grupie radców z ramienia Partii Pracy. Po wybuchu II wojny światowej rozpoczął pracę w Służbie Cywilnej, jako pracownik Psychological Warfare Department, gdzie zajmował się antynazistowską propagandą emitowaną na falach Radio of the European Revolution. Za służbę podczas wojny został Oficerem Orderu Imperium Brytyjskiego (OBE). Wiosną 1945 r. był jednym z pierwszych Brytyjczyków, którzy przybyli do obozu koncentracyjnego Dachau.
W 1945 r. został wybrany do Izby Gmin jako reprezentant okręgu Coventry East. W latach 1945–1946 był, z nominacji ministra spraw zagranicznych Ernesta Bevina, członkiem Anglo-American Committee of Inquiry into the Problems of European Jewry and Palestine. W latach 1952–1967 był członkiem Narodowego Komitetu Wykonawczego Partii Pracy. W gabinecie cieni Harolda Wilsona odpowiadał za edukację.
Po wyborczym zwycięstwie laburzystów w 1964 r. został ministrem budownictwa i samorządu lokalnego. W 1966 r. został Lordem Przewodniczącym Rady i przewodniczącym Izby Gmin. W latach 1968–1970 był ministrem służby socjalnej. Po porażce Partii Pracy w wyborach 1970 r. Crossman powrócił do tylnych ław parlamentu. W latach 1970–1972 był redaktorem magazynu New Statesman. Zmarł na raka w kwietniu 1974.

## Publikacje
- Plato Today New York, Oxford University Press, 1939
- The God That Failed New York, Harper, 1950 (redakcja)
- The Politics of Socialism New York, Atheneum, 1965
- The Myths of Cabinet Government Cambridge, Havard University Press, 1972